# Nana-Buluku
Nana-Buluku is een goddelijk wezen uit West-Afrika, dat noch mannelijk noch vrouwelijk is. Voor de schepping trok deze godheid rond in de bek van de reusachtige regenboogslang Aido-Hwedo om de wereld te vormen. Toen de wereld af was, vreesde Nana-Buluku dat de aarde onder het gewicht van de schepping zou kantelen. Daarom vroeg de god aan de slang om zich op te rollen en als een band onder de wereld te gaan liggen. De regenboogslang kon echter niet goed tegen de warmte; daarom schiep Nana-Buluku een oceaan bij hem in de buurt, zodat de regenboogslang het niet al te heet zou krijgen. Om af te koelen ging zij dan even verliggen. Door die beweging ontstond er een aardbeving. Aangezien de regenboogslang ook moest eten, beval Nana-Buluku rode apen ijzeren staven uit de aarde te halen, die kon de regenboogslang dan eten. Vroeg of laat zal het ijzer op zijn. Dan begint de regenboogslang met het opeten van zijn eigen staart. Omdat hij zo’n honger heeft eet hij met schokkerige snelle bewegingen. Dan raakt de aarde uit evenwicht en zal de aarde door het grote gewicht omvallen en in de oceaan glijden. 
In West-Afrika komen vaak aardbevingen en vulkanen voor, vandaar dat dit een rol speelt in vele West-Afrikaanse mythen.
Na de schepping baarde Nana-Buluku een tweeling; Mawu, de maan die 's nachts leeft, en Lisa, de zon die over de dag regeert. Deze tweeling schiep de mens en kreeg samen 14 kinderen; de Vodu, de mindere goden.